# Adesmia salicornioides
Adesmia salicornioides är en ärtväxtart som beskrevs av Carlos Luis Spegazzini. Adesmia salicornioides ingår i släktet Adesmia och familjen ärtväxter. Inga underarter finns listade i Catalogue of Life.